# Arachnothera robusta
El arañero piquilargo (Arachnothera robusta) es una especie de ave de la familia Nectariniidae, propia del sudeste asiático (Brunéi, Indonesia, Malasia y Tailandia).

## Distribución y hábitat
Se lo encuentra en la península malaya, Sumatra, Borneo, Java y algunas islas menores circundantes.
Su hábitat natural son los bosques bajos húmedos tropicales y los bosques montanos húmedos tropicales.

## Subespecies
Se reconocen las siguientes:
- A. r. robusta Müller, S & Schlegel, 1844 - península malaya, Sumatra y Borneo
- A. r. armata Müller, S & Schlegel, 1844 - Java